# Constantin Sandu-Aldea
Constantin Sandu-Aldea (pe numele său adevărat Constantin Sandu-Petrea) (n. 14 noiembrie 1874, Tichilești, Brăila – d. 21 martie 1927, București) a fost un inginer agronom, scriitor și prozator de orientare semănătoristă, membru corespondent (1919) al Academiei Române. Este considerat fondatorul științei ameliorării plantelor în România și autorul primului curs de specialitate în acest domeniu.

## Biografie

### Copilărie și educație
Constantin Sandu-Aldea s-a născut pe 14 noiembrie 1874 în satul Tichilești, județul Brăila, într-o familie de țărani. De mic s-a deprins cu munca grea a câmpului, ceea ce i-a influențat profund afinitatea pentru agricultură. A urmat școala primară și liceul la Brăila, fiind unul dintre elevii fruntași. După absolvirea clasei a VI-a de liceu, în 1892, a susținut examenul de admitere la Școala Centrală de Agricultură de la Herăstrău. Aici a fost instruit de profesori renumiți, precum Vlad Cârnu-Munteanu, F.C. Robescu, Pană Buescu, Gheorghe Maior și Wilhelm Knechtel. Avea o înclinație egală pentru științele naturale, matematici și limbi străine, stăpânind germana, engleza și franceza. A absolvit în octombrie 1896, clasându-se al doilea din 12 candidați.
După absolvire, a trecut printr-o perioadă dificilă (1896-1901), marcată de lipsa locurilor de muncă pentru agronomi. A ocupat diverse slujbe, fiind administrator de moșie, redactor și administrator la revista „Floarea albastră”, agent de pescărie, funcționar CFR, redactor și corector la „Epoca”, „România Jună” și „Apărarea națională”. Acești ani grei i-au inspirat multe dintre subiectele și personajele operelor literare.
În 1901, ministrul Agriculturii, Nicu Filipescu, l-a trimis la studii de specializare în Franța, la Stațiunea de Ameliorare a Plantelor „Vilmorin et Andrieux” de lângă Paris, unde a studiat până în 1903. A făcut practică și la Institutul Agronomic din Paris, la Versailles și Thomery, aprofundându-și cunoștințele în ameliorarea plantelor agricole. Între 1904 și 1906, a studiat la Școala Superioară de Agricultură de la Berlin, perfecționându-și pregătirea.

### Carieră profesională
După întoarcerea din Franța, în 1903, Sandu-Aldea a fost numit conferențiar la Ferma Model „Laza” a Școlii Centrale de Agricultură de la Herăstrău. Ulterior, după studiile din Germania, s-a întors la aceeași fermă. La 12 iulie 1908, la vârsta de 34 de ani, a fost numit director al Școlii Centrale de Agricultură de la Herăstrău, funcție pe care a ocupat-o, cu unele întreruperi, până la sfârșitul vieții. Ca director, a ridicat nivelul școlii, introducând condiția ca la admitere să fie acceptați doar absolvenți de liceu și militând pentru statutul de învățământ superior, obținut abia în 1929, după moartea sa.
A fost un profesor multilateral, bun orator, cu o vastă cultură și calități de conducător. A luptat pentru modernizarea școlii, solicitând laboratoare, hale de mașini, grajduri pentru rase de animale și profesori titulari, dar s-a lovit de indiferența autorităților. A participat activ la Primul Război Mondial (1916-1918), fiind grav rănit și imobilizat la pat în Iași.
A fost membru activ al Societății Inginerilor Agronomi, unde a fost ales președinte, și a făcut parte din consiliul de conducere al revistelor „Viața agricolă” și „Câmpul”. A fost apreciat pentru omenia sa, ajutând colegii în rezolvarea problemelor personale.

## Activitate științifică

### Domenii de cercetare
- Ameliorarea plantelor agricole
- Botanică agricolă
- Genetică și selecția plantelor

### Contribuții originale
Constantin Sandu-Aldea este considerat fondatorul științei ameliorării plantelor în România. A început lucrări de ameliorare a grâului românesc în 1909, selecționând soiuri autohtone precum „Bălan românesc”, „Uriaș”, „Banat”, „Tisa” și „Azima”. Prin încrucișări cu soiuri străine, a obținut variante noi, precum „Bălan/Squarehead”, „Pietroșani/Nonette”, „Arnău/Ghirca” și „Arnău/Turchstan”. Între 1922 și 1925, a creat hibrizi care îi poartă numele: „Sandu-Aldea 22” și „Sandu-Aldea 224”, cultivate pe suprafețe extinse în sudul țării.
În 1915, a publicat *Ameliorarea plantelor agricole*, primul tratat românesc în acest domeniu, utilizat ca material bibliografic până în anii 1945-1950. A publicat studii precum *Variabilitatea câtorva însușiri ale spicului grâului românesc* (1913) și *Câteva idei fundamentale de ameliorare a plantelor* (1913). A tradus lucrări fundamentale, precum *Despre legile eredității* de C. Correns (1912) și *Selecțiunea și efectele ei asupra plantelor cultivate* de Philip de Vilmorin.
A scris lucrări practice pentru țărani, precum *Scrisori către plugari*, *Cărticica plugarului* și *Sfaturile unui plugar luminat*, urmând exemplul lui Ion Ionescu de la Brad. În 1911, a publicat unul dintre primele manuale de *Botanică agricolă* pentru școlile inferioare de agricultură. Alte contribuții includ articole despre genetică, biometrie și păstrarea nutrețurilor în silozuri.

### Recunoaștere
A fost ales membru corespondent al Academiei Române în 1919, la 43 de ani, iar în 1921 a primit Premiul „Neuschotz” al Academiei Române pentru volumul *Călugărenii*.

## Activitate literară
Ca scriitor, Sandu-Aldea a debutat cu poezii și note de călătorie, dar s-a afirmat ca prozator semănătorist. A colaborat la revista „Floarea albastră” (1898-1899), alături de Șt. O. Iosif, Panait Cerna și Petre Liciu, publicând poezii precum „Așa sunt eu”, „Inima” și „Plugarul” – considerată o capodoperă a operei sale literare. A activat și la revista „Semănătorul”, fiind apreciat de Nicolae Iorga, care i-a dat pseudonimul „Sandu-Aldea”.
Personajele nuvelelor și romanelor sale, adunate în volume precum *Drum și popas* (1904), *În urma plugului* (1905), *Pe drumul Bărăganului* (1908), *Ape mari* (1910), *Pe Mărgineanca* (1912) și *Călugărenii* (1920), precum și în romanul *Două neamuri* (1906), sunt inspirate din lumea Bărăganului și a bălților Dunării, fiind naturi elementare, mânate de instincte violente. A tradus din autori precum Ibsen, Leonid Andreev, Pierre Loti și Hermann Sudermann.
A fost apreciat de personalități precum Nicolae Iorga, Vasile Pârvan și Alexandru Vlahuță, cărora le-a dedicat unele opere, precum *Două neamuri* (lui Iorga) și povestirea *Fără noroc* (lui Vlahuță).

## Lucrări

### Lucrări științifice
- Îngrășămintele bogate în azot (1899)
- Asupra cartofilor (1899)
- Cărticica plugarului, București, Tip. „Minerva”, 1907
- Cunoștințe elementare de botanică agricolă pentru clasa I-a a Școlilor inferioare de agricultură, București, Tip. „Lăzăreanu”, 1911
- Despre legile eredității (traducere după C. Correns), „Viața agricolă”, nr. 16-18, București, 1912
- Câteva cuvinte despre Luther Burbank, „Viața agricolă”, București, 1913
- Chestiuni de genetică, „Viața agricolă”, nr. 1, 3, 5, București, 1913
- Variabilitatea câtorva însușiri ale spicului de grâu românesc, „Viața agricolă”, București, 1913
- Cubajuri agricole, București, Tip. „Cultura”, 1914
- Program pentru selecționarea grâului în România (traducere după H. Nilsson-Ehle), București, Tip. „Biruința”, 1914
- Ameliorarea plantelor agricole, București, Ed. Alcalay, Biblioteca agricultorului român, 1916
- Memoriu privitor la împroprietărirea absolvenților școlilor de agricultură, „Viața agricolă”, București, 1919
- Despre semănături. Învățături pentru plugari, București, Tip. „Cultura Națională”, 1921
- Introducere în genetică, „Viața Agricolă”, nr. 4, București, 1922
- Câteva noțiuni de biometrie, „Viața agricolă”, nr. 8, București, 1922
- Păstrarea nutrețurilor în silozuri și gropi, „Viața agricolă”, București, 1922
- Legea recombinării și schimbul factorial (crossing-over), „Viața agricolă”, nr. 6, București, 1925

### Lucrări literare
- Drum și popas, București, Tip. „Cartea Românească”, 1904
- În urma plugului. Nuvele și schițe, București, Tip. „Minerva”, 1905
- Două neamuri, București, Tip. „Minerva”, 1906
- Pe drumul Bărăganului, București, Tip. „Minerva”, 1908
- Ape mari, București, 1910
- Pe Mărgineanca, București, 1912
- Călugărenii, București, Tip. „Suru”, 1920

## In memoriam
Constantin Sandu-Aldea a murit pe 21 martie 1927, la București, lăsând o moștenire valoroasă atât în agronomie, cât și în literatură. A fost un om de o mare omenie, dedicat progresului agriculturii și educației țăranilor, precum și un scriitor sensibil, care a descris cu măiestrie viața rurală românească. Opera sa rămâne o comoară a culturii și științei românești.